# The Sea of Memories
The Sea of Memories —en español: El mar de los recuerdos— es el quinto álbum de estudio de la banda británico Bush. Fue publicado el 13 de septiembre de 2011. Sin embargo, es el primer álbum de estudio de la banda en diez años, desde Golden State lanzada en 2001, y el primero en ser grabado con Chris Traynor y Corey Britz, en sustitución de Nigel Pulsford y de Dave Parsons a la guitarra y bajo respectivamente. 

## Antecedentes y producción
Originalmente pensada para un lanzamiento el otoño de 2010, el título de trabajo para este álbum fue todo siempre ahora . The Sea of Memories fue producido por Bob Rock . El álbum tomó más de un año en materializarse con preproducción a partir de junio de 2010 y las sesiones de grabación de concluir un año más tarde.[cita requerida]

## Lista de canciones
| N.º | Título                    | Duración |  |
| 1.  | «The Mirror of the Signs» | 4:19     |  |
| 2.  | «The Sound of Winter»     | 3:28     |  |
| 3.  | «All My Life»             | 3:22     |  |
| 4.  | «Afterlife»               | 4:45     |  |
| 5.  | «All Night Doctors»       | 4:17     |  |
| 6.  | «Baby Come Home»          | 4:15     |  |
| 7.  | «Red Light»               | 3:31     |  |
| 8.  | «She's a Stallion»        | 4:36     |  |
| 9.  | «I Believe in You»        | 3:11     |  |
| 10. | «Stand Up»                | 4:19     |  |
| 11. | «The Heart of the Matter» | 4:22     |  |
| 12. | «Be Still My Love»        | 4:48     |  |

## Posiciones
Álbum
| Lista (2011)                            | Posiciones |
| --------------------------------------- | ---------- |
| Austria (Ö3 Austria)                    | 43         |
| Canadá (Billboard Canadian Albums)      | 49         |
| Alemania (Media Control Charts)         | 29         |
| Suiza (Schweizer Hitparade)             | 48         |
| Estados Unidos (Billboard 200)          | 18         |
| Estados Unidos (Digital Albums)         | 20         |
| Estados Unidos (Independent Albums)     | 5          |
| Estados Unidos (Top Alternative Albums) | 5          |
| Estados Unidos (Top Rock Albums)        | 8          |

Sencillos
| Sencillos             | Lista                             | Posición | Año  |
| --------------------- | --------------------------------- | -------- | ---- |
| "The Sound of Winter" | Billboard Hot 100                 | 104      | 2011 |
| "The Sound of Winter" | Hot Mainstream Rock Tracks        | 3        | 2011 |
| "The Sound of Winter" | Alternative Songs                 | 1        | 2011 |
| "The Sound of Winter" | US Active Rock                    | 4        | 2011 |
| "The Sound of Winter" | Rock Songs                        | 1        | 2011 |
| "The Sound of Winter" | US Bubbling Under Hot 100 Singles | 4        | 2011 |
| "The Sound of Winter" | Canadian Alternative Chart        | 2        | 2011 |
| "The Sound of Winter" | Canadian Active Rock Chart        | 4        | 2011 |
| "The Afterlife"       | Hot Mainstream Rock Tracks        | 34       | 2010 |
| "The Afterlife"       | Alternative Songs                 | 22       | 2010 |

## Personal
- Gavin Rossdale - guitarra , coros
- Chris Traynor - guitarra
- Robin Goodridge - tambores
- Corey Britz - bajo